# Güferhorn
De Güferhorn is een 3.379 meter hoge berg in de Zwitserse Adula-Alpen. De Güferhorn is onderdeel van de centraal in dit gebergte gelegen Adulagroep, waarvan de hoogste top de Rheinwaldhorn is. De berg ligt in het kanton Graubünden, de top ligt op de gemeentegrens van de Zwitserse gemeentes Vals en Rheinwald.
Güfer is het meervoud van Gufer (hoop grove blokken in het Walserduits, dat in het Valsertal ten noorden van de Güferhorn wordt gesproken). De noordflank van de Güferhorn wordt gevormd door de uitgestrekte Güfergletsjer met een lengte van ongeveer 2 kilometer.